# Вінюков Іван Кузьмич
Іван Кузьмич Вінюков (8 листопада 1914 — березень 2001, місто Київ) — український радянський діяч, голова Державного комітету Ради Міністрів УРСР з цін (в 1970—1975 роках).

## Біографія
Член ВКП(б) з 1940 року.
Перебував на відповідальній радянській і державній роботі.
На 1959 — січень 1966 року — начальник відділу цін Державної планової комісії Ради міністрів Української РСР.
У січні 1966 — березні 1970 року — голова Комітету цін при Державній плановій комісії Ради міністрів Української РСР. 
24 березня 1970 — липень 1975 року — голова Державного комітету Ради міністрів Української РСР з цін.
Потім — на пенсії в Києві.
Помер у березні 2001 року в місті Києві.

## Нагороди
- ордени
- медалі
- Заслужений економіст Української РСР (6.11.1974)